# Heiligenkreuz (Baixa Áustria)
Heiligenkreuz é um município da Áustria localizado no distrito de Baden, no estado de Baixa Áustria.